# William Huntington Russell
William Huntington Russell (12 de agosto de 1809 – 19 de mayo de 1885) fue un educador, político y hombre de negocios involucrado en el tráfico de opio, originario de Estados Unidos. 
Cofundador de la sociedad secreta Skull & Bones con Alphonso Taft, fue descendiente de algunas de las más antiguas familias inmigrantes desde Nueva Inglaterra como los Pierpont, Hooker, Russell, Bingham y Willet.

## Primeros años
Nacido en Middletown (Connecticut), Russell fue un cadete en American Literary, Scientific and Military Academy (más tarde Norwich University) desde 1826 hasta su graduación en 1828, donde fue educado bajo estricta disciplina militar. En 1828, el padre de William murió, recayendo la responsabilidad familiar en él. Bajo severas restricciones económicas , entró a Yale College. Se mantuvo asimismo todos sus años de Universidad y para recortar gastos recorría el camino desde Yale en New Haven hasta su hogar en Middletown a pie .

## Carrera profesional
Russell había planeado entrar al ministerio religioso, pero problemas financieros lo obligaron a tener ingresos inmediatos mediante la enseñanza. En septiembre de  1836, abrió una pequeña prepapratoria para niños en una pequeña cabaña. La escuela sería conocida más tarde como  New Haven Collegiate and Commercial Institute. Para comenzar con el  , el  school fue frecuentado por una pequeña cantidad de niños, pero al momento de la muerte de Russell la escuela había graduado más de  4,000 alumnos. Aproximadamente en 1840, Russell introdujo disciplina y enseñanzas militares a su escuela. Avizoraba la guerra civil en el futuro, y necesitaba que sus niños supieran pelear bien por la Unión. Sus estudiantes estaban tan bien instruidos que al momento de la guerra civil fueron enlistados como instructores.

## Guerra Civil Norteamericana
No solo entregó a sus estudiantes al  Ejército de la Unión , sino que también dio sus servicios como Mayor General . Gobernador Buckingham afirmó que Russell era uno de los hombres más expertos en asuntos militares que había conocidos. Por esta razón , Russell debió organizar la Milicia de Connecticut. Más tarde le fue concedido el grado de Mayor General por un acto de la legislatura estatal.
Desde 1846 a 1847, Russell sirvió en el  Partido Whig de los Estados Unidos en la legislatura estatal de Connecticut .  Después del rechazo del  Compromiso de Misurien 1854,  se convirtió en uno de los líderes fundadores del   Partido Republicano de los Estados Unidos. Era un ferviente abolicionista y amigo de  John Brown. Russell fue nombrado albacea en la herencia de John Brown. También fue nombrado representante por Connecticut en el National Kansas Committee.

## Yale y los Skull & Bones
Los Skull & Bones fueron fundados en 1832 por dos miembros de Phi Beta Kappa, Russell y Taft
En 1856, con muchos otros Bonesmen, incorporó a los Skull and Bones como el Russell Trust; más tarde, la Russell Trust Association. La Russell Trust Association es una asociación libre de impuestos; por ella tomó posesión de la sede de los Skull and Bones en la Yale University y de la isla de veraneo de la sociedad, la Isla Deer .

## Últimos años y muerte
Russell fue socio en la sociedad de carga Russell, Majors and Waddell. Fue famoso por llevar a cabo el famoso Pony Express, que transportaba correo desde St. Joseph, Misuri a  Sacramento, California desde abril de 1860 a octubre de 1861.
En mayo de 1885, Russell vio a niños tirándole piedras a unos pajaritos en un parque de New Haven, Connecticut. Russell trató de proteger a los pájaros de las pedradas. La actividad fue demasiado para él, y un vaso cerebral se le rompió, dejándolo inconsciente y muriendo tres días después.